# Каргали (Жамбильський район)
Каргали́ (каз. Қарғалы) — село у складі Жамбильського району Алматинської області Казахстану. Адміністративний центр та єдиний населений пункт Каргалинського сільського округу.
Село розташоване біля підніжжя Заілійського Алатау, за 30 км від залізничної станції Чемолган та за 50 км на захід від Алмати. У селі працює Каргалинський сукняний комбінат.
Населення — 30999 осіб (2021; 20114 у 2009, 17501 у 1999, 16468 у 1989).

## Історія
Село було засноване як селище при суконній фабриці Сергія Шахворостова 1908 року. Пізніше отримало статус смт, але 1997 року статус знизили до села. До 2007 року село називалось «Фабричний».
До села було приєднано сусіднє село Шолак-Каргали, а цю назву використано при перейменуванні села «База заготскот» Шолаккаргалинського сільського округу.